# Warriors FC
Warriors Football Club poprzednio noszący nazwę Singapore Armed Forces Football Club – singapurski klub piłkarski założony w 1996 roku. Jest najbardziej utytułowanym zespołem w historii kraju.  Ma na koncie m.in. 9 tytułów mistrza Singapuru.

## Sukcesy
- S-League
  - mistrzostwo (9): 1997, 1998, 2000, 2002, 2006, 2007, 2008, 2009, 2014
  - wicemistrzostwo (4): 1996, 1999, 2001, 2004
- National Football League
  - mistrzostwo (3): 1978, 1981, 1986
- Puchar Singapuru
  - zwycięstwo (4): 1999, 2007, 2008, 2012
  - finał (2): 1998, 2000
- Singapore FA Cup
  - zwycięstwo (4): 1997, 2006, 2008, 2017
  - finał (1): 1996
- Singapore Community Shield
  - zwycięstwo (3): 2008, 2010, 2015